# Rustam Qosimjonov
Rustam Qosimjonov (în limba rusă Рустам Касымджанов; n. 5 decembrie 1979, Toshkent, Republica Sovietică Socialistă Uzbecă, URSS) este un șahist uzbec, care deține titlul de mare maestru internațional de șah, fiind și campion mondial în versiunea FIDE (2004-2005).